# Tøj & Sko

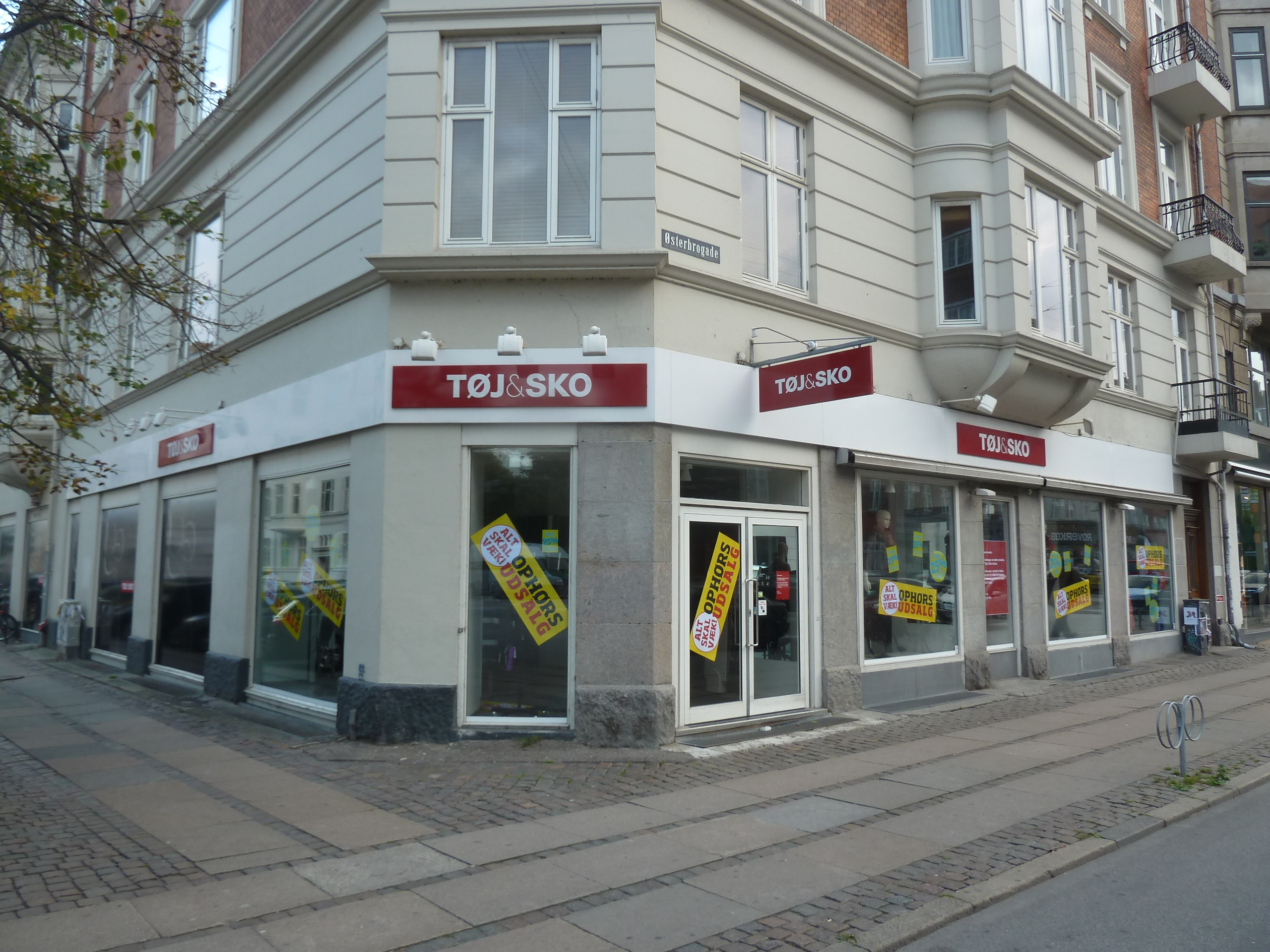
Ehemalige Tøj-&-Sko-Filiale in Østerbrogade-Kopenhagen

Tøj & Sko war eine dänische Handelskette, die zum dänischen Konzern Dansk Supermarked gehörte.

## Geschichte
Die Kette Tøj & Sko wurde 1980 gegründet und eröffnete in Folge in ganz Dänemark 37 Filialen die in der Hauptsache Kleidung und Schuhe zu niedrigen Preisen verkauften.
Im Jahr 2012 erfolgte die Geschäftsaufgabe auf Grund der schwachen Wirtschaftsleistungen in  mehreren Jahren in Folge. Alle 37 Geschäfte wurden geschlossen und die bereits deutlich reduzierten restlichen 340 Mitarbeiter verloren ihre Arbeitsplätze.
Die Døgn-Netto übernahm rund 10 Betriebe und die restlichen Filialen wurden aufgegeben.
| Region             | Filialen Anzahl | Stadt |
| ------------------ | --------------- | --- |
| Region Hovedstaden | 12              | Birkerød, Frederikssund, Helsingør, Hillerød, København (Amagerbrogade, Nørrebro, Nørrebrogade, Sundby, Valby, Vesterbrogade, Østerbrogade), Rønne |
| Region Sjælland    | 10              | Holbæk, Kalundborg, Køge, Nakskov, Nykøbing F, Næstved, Ringsted, Roskilde, Slagelse, Vordingborg                                                  |
| Region Syddanmark  | 5               | Fredericia, Haderslev, Odense, Svendborg, Vejle |
| Region Midtjylland | 6               | Holstebro, Horsens, Randers, Silkeborg, Viborg, Århus                                                                                              |
| Region Nordjylland | 4               | Frederikshavn, Nykøbing Mors, Thisted, Aalborg |